# Кашина Фонтана (Милано)
Кашина Фонтана је насеље у Италији у округу Милано, региону Ломбардија.
Према процени из 2011. у насељу је живело 26 становника. Насеље се налази на надморској висини од 94 м.